# Амарнски архив
Амарнският архив е комплект глинени плочки съдържащи предимно дипломатическа и военна информация за водената външна политика от Новото царство на Древен Египет с Ханаан и Амуру.
Дипломатическата преписка била открита в Амарна (столицата на фараона Ехнатон в Горен Египет). Повечето плочки са изписани на акадски език с клинопис (първата лингва франка). До днес са разкрити 382 таблички.
Първият лингвист и археолог който предприел систематично проучване на тези таблички бил Уилям Флиндерс Питри в 1891 – 1892 гг. Под негово ръководство бил събран и разкрит фрагмент от 21-ва преписки, а след него Емил Шасин който ръководел френският институт по източна археология се сдобил с още 2 таблички в 1903 г. и разплитането на пъзела продължило успешно насетне.

## Местонахождение
Днес амарнският архив е разпръснат, като част от него е в египетския музей в Кайро, друга в Европа, а една плочка и в САЩ:
- 202 или 203 фрагмента – в Берлин;
- 49 или 50 – в Кайро;
- 7 – в Лувъра;
- 3 – в Москва;
- 1 – в Чикаго.